# Туэнтинайн-Палмс (военная база)
Воздушно-наземный боевой центр корпуса морской пехоты «Туэнтинайн-Палмс» (англ. Marine Corps Air Ground Combat Center Twentynine Palms) — военная база морской пехоты США, расположенная у одноимённого города в округе Сан-Бернардино, штат Калифорния, США. Бывшая статистически обособленная местность, носившая название Туэнтинайн-Палмс-Бэйс. Почтовый код — 92278-8150. Командующий (на 2022 год) — генерал-майор Остин Ренфорт.

## История
Строительство будущей базы началось в 1949 году за несколько месяцев до начала Корейской войны, первых бойцов она приняла 20 августа 1952 года, имея название «Тренировочный центр корпуса морской пехоты „Туэнтинайн-Палмс“» (англ. Marine Corps Training Center, Twentynine Palms). 1 февраля 1957 года статус был изменён с «тренировочный центр» на «база». После ещё нескольких мелких уточняющих переименований, за базой с 16 февраля 1979 года закрепилось нынешнее название: Воздушно-наземный боевой центр корпуса морской пехоты «Туэнтинайн-Палмс» (англ. Marine Corps Air Ground Combat Center Twentynine Palms).
В 1977 году на базе начал работу военный аэродром англ. Twentynine Palms Strategic Expeditionary Landing Field, способный принимать даже такие тяжёлые самолёты как Lockheed C-5 Galaxy.
В августе 2008 года Корпус морской пехоты направил обращение в Бюро землепользования с просьбой увеличить площадь базы на 1710 км² за счёт прилегающих земель, чтобы таким образом общая площадь превысила 4120 км².
К 2013 году Туэнтинайн-Палмс является одним из крупнейших учебных военных полигонов в стране. Там проходят комбинированные учения разных родов войск, известные как «Гадюка Мохаве», продолжительностью около месяца, почти все подразделения морской пехоты проходили их перед отправкой на войну в Ирак и Афганистан. На этом испытании присутствуют упражнения с огнестрельным оружием с боевыми патронами, учения артиллерии, танковых подразделений, отрабатываются навыки поддержки с воздуха. На полигоне выстроен «Комбат-Таун» — макет ближневосточной деревни площадью 8100 м², в которой, помимо прочего, есть мечеть и «Аллея самодельных взрывных устройств».

## Демография
По переписи 2000 года в статистически обособленной местности Туэнтинайн-Палмс-Бэйс проживало 8413 человек, в том числе 904 семьи. В 2007 году оценочное население составляло 9409 человека, из них 19,8 % — женщины. К следующей переписи, в 2010 году, эта статистически обособленная местность административно была упразднена.
Расовый состав (2000)
- белые — 70,3 %
- негры и афроамериканцы — 10,4 %
- азиаты — 3,1%
- коренные американцы — 1,4 %
- уроженцы тихоокеанских островов или Гавайев — 0,3 %
- прочие расы — 9,4 %
- смешанные расы — 5,1 %
- латиноамериканцы (любой расы) — 19,6 %

## География
База расположена в пустыне Мохаве в 12 километрах от города с таким же названием — 29 пальм. Площадь базы — 3,7 км², но это относится лишь к гарнизонной (жилой) её части, общая же её площадь, включая полигоны, аэродром и пр., составляет 2413,2 км², открытых водных пространств нет. Высота над уровнем моря колеблется от 570 до 1400 метров. Присутствуют как крутые холмы, так и плоские долины. На территории имеются застывшие доисторические лавовые потоки, пересохшие озёра, балки (вади), быстро наполняющиеся водой во время ливней, заброшенные шахты и неразорвавшиеся снаряды — всё это в целом делает местность небезопасной.